# Don Philp
Donald W. Philp (ur. 25 listopada 1923, zm. 7 lipca 2016) – południowoafrykański kierowca wyścigowy, aktywny w latach 50. i 60.
W swojej karierze ścigał się samochodami sportowymi, między innymi Ferrari  i Lotusami. W 1962 roku wygrał na Lotusie Eleven wyścig 2h Kapsztadu. Dwa lata później, ścigając się GSM Flamingo, zajął drugie miejsce w zawodach 6h RPA.
Na początku lat 60. zbudował pojazd własnej konstrukcji według przepisów Formuły 1, Quodra. Zastosowany w tym samochodzie silnik Climax, skrzynia biegów i prawdopodobnie koła pochodziły z zakupionego wcześniej przez Philpa Coopera T43. Kierowca wystawił swój pojazd w sezonie 1961. Grand Prix Randu i Grand Prix Natalu nie ukończył, natomiast w Grand Prix RPA zajął czternaste miejsce. Po tych nieudanych wyścigach Philp zdecydował, iż części Coopera użyte w Quodrze powrócą do oryginalnego samochodu.